# 振武寮

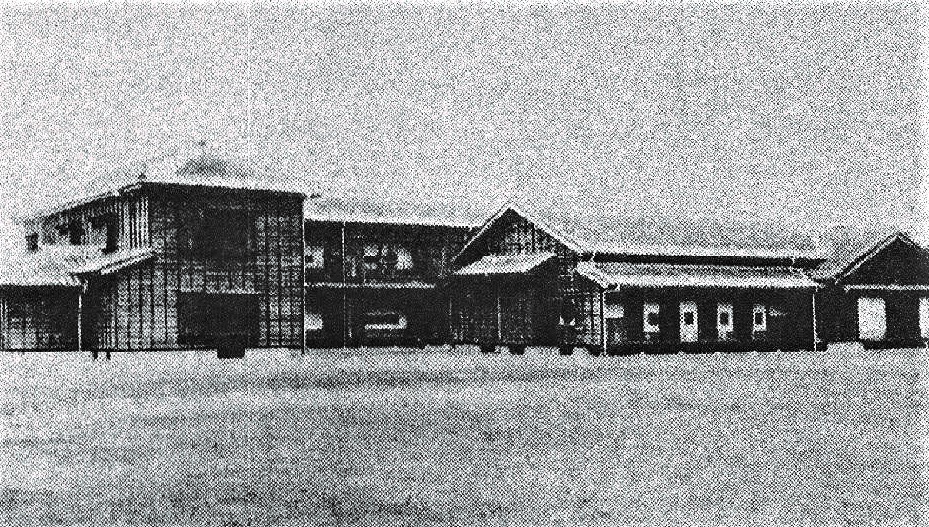
「振武寮」と呼ばれた福岡女学校の寄宿舎の全景

振武寮（しんぶりょう）は、現在の福岡県福岡市中央区にあった大日本帝国陸軍第6航空軍司令部内におかれ、生還した特攻隊員を次の出撃まで収容していたとされる施設。軍司令部のあった福岡高等女学校（現・福岡県立福岡中央高等学校）から道路を挟んだ、福岡女学校（現・福岡女学院中学校・高等学校）の寄宿舎を接収して設置された。戦後、所在地には福岡市九電記念体育館が建てられたが、2019年3月31日をもって閉館した。第6航空軍（司令官は菅原道大中将）司令部の航空参謀数名で管理していたが、そのなかのひとりが倉澤清忠少佐とされる。戦後、長らく知られてこなかったが、映画『月光の夏』が上映された1993年以降にその存在が明らかにされた。

## 概要

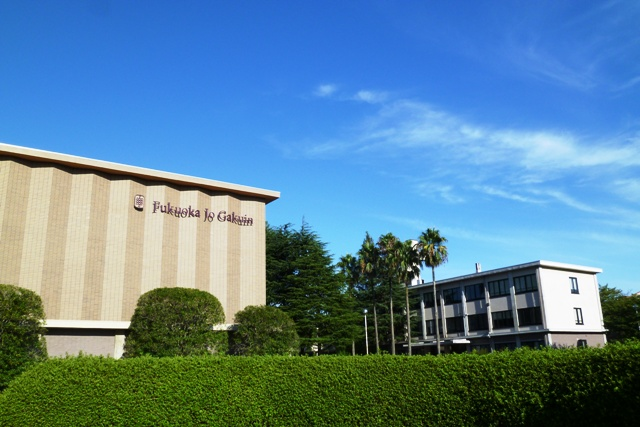
現在の福岡女学校（福岡女学院中学校・高等学校）

振武隊（西日本に所在した、第6航空軍指揮下の特別攻撃隊の名称）の特攻隊員として出撃したが、何らかの要因により攻撃に至らずに基地に帰還した特攻隊員や、同じように何らかの要因で出撃できなかった特攻隊員が、次の出撃まで収容されていた施設とされる。要因とは様々あり、悪天候・エンジントラブル・機器トラブル・敵機の攻撃のような外的要因から、心理的な死に対する恐怖心や、確実な戦果を期待し「犬死」を惜しむあまり引き返してしまうなど内的要因まであった。中でも、沖縄戦の天号作戦中に、特攻出撃した搭乗員が出撃しても突入せず帰還した場合には、その搭乗員の一部が「死を恐れる卑怯者」や「故意に乗機を破損して帰還した」と非難され、差別的待遇を受けたとされている。
なお、帝国海軍航空隊には、同様の施設の存在は知られていない。
しかし、帝国陸軍航空隊においては、陸軍の航空特攻隊初出撃となった1944年11月7日に出撃の「富嶽隊」の四式重爆撃機「飛龍」の特攻改造機（と号機）5機の内4機が接敵できず帰還、翌日も残り4機が出撃し全機帰還するなど、特攻最初期から接敵できなかったり、天候の問題によりかなりの比率で特攻機が帰還することは認識し、一例として、下志津飛行部隊が1945年（昭和20年）5月に纏めた沖縄戦前に特攻隊員の教育用に作成した教本「と號空中勤務必携」にも、出撃した特攻隊員が帰還する際の具体的手順や心得が記載されているなど、特攻機がやむを得ない理由で帰還することは想定していた。
倉澤少佐が保管していた、第6航空軍が作成した『振武隊編成表』によると、掲載特攻隊員1276人中605人が未出撃のまま待機または出撃後帰還しており、そのうち21振武隊に9、22振武隊に5、30振武隊に6、38振武隊に4、65振武隊に7、67振武隊に5、76振武隊に2、111振武隊に1、112振武隊に1、計40名の隊員の備考欄に「在福岡」の倉澤参謀直筆と見られる記載が見られ(但し福岡の第二陸軍病院等の記載は除く)、第六航空軍司令部に送致されたことを意味するとされるが、振武寮が存在した期間は1945年の5月から6月頃までの1ヶ月半ほどで、収容された特攻隊員は約50人-80名と帰還搭乗員の中では1割前後の比率となっている。
帝国陸軍の公式記録には振武寮に関する記述が一切ない。
第6航空軍司令官の菅原中将が書き残した日記には言及する記述はなく、施設の運営管理者とされている倉澤少佐も「振武寮という名前の施設は存在しない。『裁縫室』と呼ばれる部屋に特攻隊員を匿っていた。」や「待機していた特攻隊員を軍用旅館として利用していた博多駅前の旅館大盛館に収容していたが満杯となったため、第6航空軍が接収していた福岡女学院寄宿舎を利用しただけで、強制的に収容していたわけではない。」、第6航空軍の参謀であった川元浩少佐（戦後に鹿児島県谷山市の最後の市長となった）も、心身で障害が生じた特攻隊員を『休養』させる場所が福岡にあったと証言しており、第6航空軍の首脳は『振武寮』の存在を認識していなかったという証言、もしくは否定する証言をしている。一方で、収容された特攻隊員らの証言によりその概要が一部明らかになっている。
但し『振武寮』という名称については、山口県防府市の防府飛行場の空中勤務者宿舎（三田尻駅そばに所在。いわゆる「飛行機乗り」を、帝国陸軍では「空中勤務者」、帝国海軍では「搭乗員」と呼んだ）も『振武寮』と呼称されていたことが、第179振武隊浜田斎少尉が両親に出した遺書で判明し、『振武寮』というのは単純に『振武隊』の隊員が宿泊した寮の総称であったという可能性も指摘されており、倉澤も「沖縄特攻隊は全て振武隊だから彼ら（特攻隊員）は勝手に振武寮と呼んだのだと思う。」と証言している。なお「航空寮」「八紘荘」「飛龍荘」など、民間の旅館等を航空関係者宿泊用に借り上げた場合に軍独自に名称を付けた事例は各地に散見され、「振武寮」の名称が特殊な事例ではない。機体を失った等の理由（人員・機材は増加配分という形で編成担任部隊から前線部隊に供給されるため機体を喪失した下級将校や下士官が自力で代替機材を調達するのは困難であった。）で帰還した隊員が司令部のある福岡に向かわせたのは、振武隊諸隊が人事上、第六航空軍司令部直轄(作戦の編成上は第六飛行団等現地飛行部隊の指揮下に入った)であるためであり、航空軍に付随した空中勤務者宿舎として捉えるならば全く自然なことであるため、この点は公平な視点で見ることが必要である。

## 設立

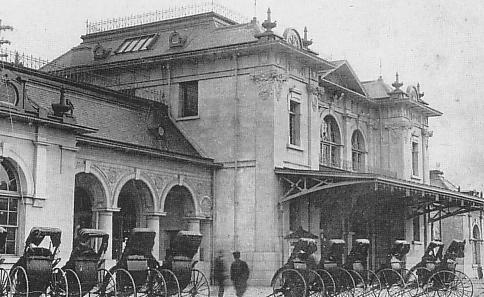
1941年以前の博多駅、この駅前に特攻隊員が宿泊した軍用旅館『大誠館』があった。

### 設立時期
1945年3月に天号作戦に備えて第6航空軍は司令部を東京から福岡に前進させ、3月4日に福岡高等女学校と隣接する福岡女学校を司令部施設として接収した。福岡女学校は授業に使用する3つの教室を除き接収されたが、その中の女学生用の寄宿舎が後に振武寮と呼ばれることとなった。なお、福岡女学校の寄宿舎にいた女学生は近くの民家に移っている。
振武寮が開設された時期は、菅原の「徒歩にて高女の方に初登庁。特攻隊員の帰還者の集合しあり、室広く従来に比して各段の差ありて可」という日記の記述を元にして5月6日とする説があるが、単純に、福岡女学校寄宿舎の部屋の広さが従来の兵舎より広いとの比較を記述しているだけであり、詳細は不明である。
特攻機の損傷や故障により帰還や不時着した特攻隊員や、出撃前に特攻機が故障などして出撃できなかった特攻隊員が、代替機を福岡平尾の福岡高等女学校にあった第6航空軍司令部に受け取りに行くと、待ち受けていた倉澤より「貴様らなんで帰ってきた！卑怯者のお前たちに与える飛行機なんてない」「博多駅前の大誠館で待機しておれ」と罵倒され、何日も陸軍の軍用旅館に足止めさせられていたが、1945年5月12日、その内の1名となる第65振武隊の山下尚武少尉の妻女が、山下の特攻出撃を止めようと大盛館に押し掛け、押し問答の末に山下の拳銃を奪い自殺を試みたのに対し、山下が軍刀でそれを制止しようとし、拳銃の暴発で妻女が負傷するなど、後に『ピストル事件』と呼ばれる大騒動となった。倉澤はこの事件に激怒し、山下ら特攻隊員を民間の旅館から軍の施設となっている福岡女学校の寄宿舎に移すようにしている。
この時に山下と一緒に寄宿舎行きとなった同じ第65振武隊の片山啓二少尉は、寄宿舎には特攻出撃して戦死したと思っていた顔が何人もあり、ここが不時着などで生き残った特攻隊員を閉じ込めておく施設であると認識したとのことで、この証言に基づけば振武寮は5月12日以前に設立されていたことになるが、管理者の一人であった倉澤の証言によれば、この『ピストル事件』があった時点では、大盛館が満杯になった関係で溢れた搭乗員20数名を寄宿舎に宿泊させていたに過ぎず、『ピストル事件』を見て、精神が不安定な特攻隊員を野放しにすると危険と考え、倉澤の目の届きやすい寄宿舎に移したとしており、振武寮が帰還特攻隊員の専用宿泊所として使用開始されたのは『ピストル事件』の後という認識で、倉澤と収容隊員の間で認識の相違がある。
しかし、沖縄戦初期の1945年4月6日に出撃した第29振武隊山田忠男伍長の回想によると、4月3日に福岡の第6航空軍司令部に出頭した際に5日まで福岡に滞在しているが、宿舎は「福岡県立高等女学校の寄宿舎の仮兵舎」（寄宿舎は福岡女学校の施設であるが、隣接していた福岡高女の施設と混同していた可能性が高い）と回想しており、振武寮が開設されたとされる5月中より1か月も前に特攻隊員の兵舎として利用されていたとする証言もある。

### 設立理由・経緯
振武寮の設立された理由や経緯も、公的な資料が存在せずはっきりしない。責任者である第6航空軍司令の菅原も、振武寮について直接証言したことはない。菅原は帰還した特攻隊員相手に「貴官らは、どうして、生きて帰ってきたか」「死ぬことができないのは、特攻隊の名誉をけがすことだ」という趣旨の激しい訓話を行ったこともあったが、帰還した特攻隊員への処置に関しては「某軍曹がまた帰ってきた。エンジンの不調は直ったのにまた帰ってきたという話が耳に入ったが、不問に附した。之は不適格だと言うことは判る。しかし特攻隊員免除と言えば名誉を失墜させ当人を殺すことになる」や「士気振策上、軍紀粛正上甚だ生暖かい統率の仕方という批判もあるだろうが、特攻だからといって機材の不調なのに遮二無二に征けと言うわけにはいかない（中略）たとえ臆病が理由としても水かけ論に終わる。（中略）この種のこと（特攻機の帰還のこと）で軍司令官として特に処理した覚えはない」などと軍司令官として何らかの命令をしたことはなかったと戦後に証言している。
倉澤の証言による振武寮の設立理由・経緯は、「引き返した理由は様々だが、自分が現場を見ていないので、彼らの言い分は信用しなかった。（中略）中には損傷の全くない機体もあり、故障だ、天候が悪い、敵機の攻撃で不時着したというが、彼らは死にたくないから引き返したとは絶対に言わないものだ。（中略）そういうことが何回も続くと、編成参謀としては、疑いざるを得なくなる。第6航空軍としては、対策を立てなければならない。それが1人や2人じゃない。その世話をするのが、操縦士出身の参謀の私しかいない。収容施設とは明らかに言えないから、寄宿舎と内部では呼んだ。（中略）収容された特攻隊員は、倉澤が強制収容したと決めてかかっているが、事実はそうではなくて第6航空軍上部の方針なんだ。」と証言しており、『何度も理由不詳で帰還する特攻隊員』を『第6航空軍の命令で』収容するために設立したとしている。また、「私の立場はね、特攻隊がみんな行って、みんな突っ込んでくれるという前提で仕事をしてたんですよ。だから私の方では、そんなにたくさん帰ってくるとはね、夢、考えなかったです。」とも倉澤は証言しており、第6航空軍が想定していなかった帰還特攻隊員の扱いに困り、振武寮に収容したとも証言している。
しかし倉澤は、上記の証言と矛盾する「強制収容はしていない」や、「特攻隊員は神様（軍神）になっていましたからね。彼らの名誉を守るためにも匿っておくしかなかったのですよ。」と特攻出撃し戦死公報した特攻隊員の偶像と名誉を守るために仕方なく振武寮に匿ったと証言もしていたり、振武寮のことを『寄宿舎』ではなく『裁縫室』と呼んでいたとか、異なった証言もしている。
倉澤は帰還特攻隊員の処置に関して、第6航空軍の方針に従ったとしているが、1945年5月28日に喜界島より陸軍の爆撃機で帰還した特攻隊員28名の処遇を決める第6航空軍参謀会議の内容について、倉澤が自ら「すぐ出撃させるか、精神教育を行って再び出撃させるか、参謀の中で意見が割れて結論が出なかった。」と沖縄戦が終盤に差し掛かった時期にも、第6航空軍の中で帰還特攻隊員に対する対応方針が決まっていなかったことを証言し、「彼ら（帰還特攻隊員）を収容した頃は、すでに沖縄戦末期で、事実上の特攻作戦は終わっていた。」と証言しているが、振武寮は遅くとも5月初めには設立されており、その時期は菊水作戦第5号、第6号の時期で、特攻により正規空母バンカーヒルやエンタープライズが大破し、大量の死傷者を被り撤退するなど、沖縄戦での航空特攻戦最盛期の頃であり、完全な記憶違いをしている。また、倉澤は特攻機の帰還を「夢、考えなかった」と証言しているが、倉澤の上官で実際に特攻を指揮した、第6航空軍第12飛行団団長川原八郎大佐は出撃する特攻隊員らに「無理に死ななくともよい。帰れるなら帰ってこい」と訓示しており、特攻機の帰還を第6航空軍が想定していなかったというのは倉澤の独断に過ぎず、倉澤の証言には矛盾が多く、信頼性に乏しい。
振武寮の取材のために倉澤と4回面談した林えいだいも、第30戦闘飛行集団長青木武三少将についての話題で、前回の飛行第62戦隊の取材時では、倉澤が青木について詳しく話していたのに、次の取材で倉澤に青木について質問すると「青木武三なんて知らないなあ。そんな人陸軍にいないよ」と、陸軍航空碑奉賛会の事務局長を務め、陸軍航空同人会の活動にも積極的に関与していた倉澤にあるまじき回答を聞いて、自分に不都合なことを否定するために嘘をついたと推測している。
もっとも、林の取材を受けた時点で倉澤は86歳と高齢で、胃を3回も手術するなど体調も芳しくなく、林も体調を慮って取材時間を制限したほどであった。倉澤は林から4回目の取材を受けた数日後にリンパ癌の症状が悪化し、2週間後の10月に死亡した。林はその知らせを聞くと、特攻を指揮した多くの指導者たちが、特攻は志願であったと責任を回避したのに対して、倉澤は体調の悪い中で取材に応じて貴重な証言を残しており、倉澤なりに責任を取ったとその勇気と良心に頭が下がる思いであったと述べている。

## 運用

### 収容者

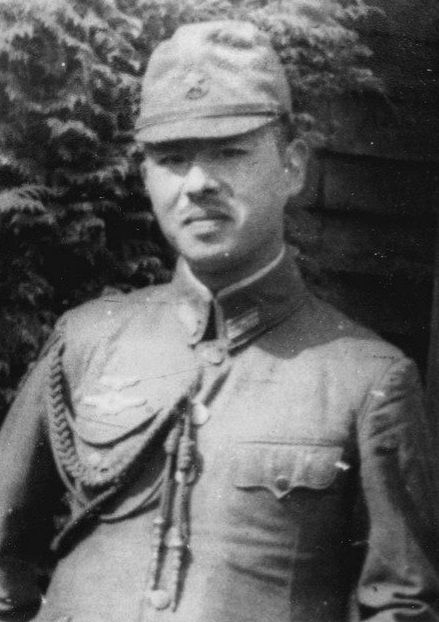
振武寮の管理者のひとり倉澤清忠少佐、振武寮の運営には倉澤も含めて少なくとも5名の参謀が携わっており、倉澤が責任者ではない

一般的に振武寮は、エンジントラブル等で引き返した特攻隊員を軟禁していた施設と説明されることが多いが、これは正しい説明ではない。
振武寮に送られた最大80名の特攻隊員の内で、一番多かったのは喜界島からの帰還者で、1945年6月11日～13日に他部隊に異動したことが判明している者だけで45名にもなった。海軍の航空基地があった喜界島には、様々な理由で特攻機ないし通常作戦機を失った陸海軍の搭乗員が取り残されており、日本陸海軍は搭乗員を救出するため、喜界島に数回に渡って重爆を出しているが、4月28日と5月15日の2回は重爆がアメリカ軍の夜間戦闘機に撃墜されて失敗している。5月28日には陸軍航空輸送部第9飛行隊の九七式重爆撃機2機が喜界島に無事着陸し、1機当たり約20名の搭乗員（合計約40名、海軍航空隊搭乗員と特攻隊員以外の陸軍航空隊搭乗員も含む）を救出している。救出された隊員の中には、特攻出撃後に敵機に攻撃されて機体を損傷し不時着した搭乗員や、機体の不調で徳之島に不時着後、アメリカ軍の空襲で機体を破壊されて喜界島に移動した搭乗員の他にも、喜界島に出撃のために前進していたが、内地へ帰還する参謀に機体を貸与し出撃できなかった第30振武隊の横田正顯少尉のような、特攻出撃から帰還したわけではない搭乗員も含まれていたが、同日に救出された特攻隊員28名は、福岡に到着すると全員振武寮に送られている。
他にも、第65振武隊の片山啓二少尉ら5名のように、出撃前に特攻機が故障したため、代替機を受取るために福岡を訪れ『大誠館』に宿泊していたが、そこでの生活態度が自堕落であったのを倉澤に咎められ、特攻に出撃することもなく、そのまま振武寮に送られた隊員もいる。片山は戦後にこの経験を振り返って「緊張のあとで放心自失して、死のうという決心がつかずだらけていただけである。」とし、このような処罰をされる筋合いはなかったと倉澤らを非難している。
第54振武隊の小川光悦少尉は金浦飛行場で三式戦闘機での訓練中に重傷を負い入院した。退院した後、第54振武隊に合流するため芦屋飛行場に向かったが、第54振武隊は出撃した後で、1人取り残されることとなってしまった。そこで芦屋飛行場の部隊長から第6航空軍の司令部に行って倉澤の指示を仰ぐよう言われ、倉澤を訊ねたところ、倉澤からは軍医に検査を受けた後に、福岡女学校の寄宿舎（振武寮）に宿泊するよう命じられた。
このように振武寮に送られたのは、出撃して引き返した特攻隊員のみでなく、送られる基準というのは明確ではなかった。

### 収容者の生活

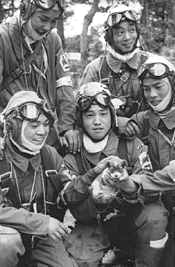
振武寮に送られた金本海龍伍長が所属していた第72振武隊（但し金本はこの写真にはいない）、子犬を抱いているのが金本と親しかった荒木幸雄伍長

寄宿舎には『振武寮』という看板が掲げられ、周りは塀と鉄条網で囲われ、小銃を携えた歩哨が2名立っていた。2階建てで、1階は下士官、2階が将校用であり、ずらっと並んだ2名が居住する8畳の部屋に収容隊員が寝泊まりした。施設からの外出は禁止、手紙や電話も含めて外部との接触も厳禁、食事と用便の時以外は部屋を出ることも禁止、他の入寮者との会話も禁じられていたとされる。
しかし、これらは必ずしも徹底されておらず、第65振武隊の片山少尉は、先に入寮していた隊員らに事情を聞き、振武寮が帰還特攻隊員の隔離収容施設と認識し、第54振武隊の小川少尉は、自分の部屋に訪ねてきた特別操縦見習士官1期生の少尉から、特攻出撃したが引き返してきたこと、引き返してきた後に両親と面会し驚かれたことなど身の上話を聞かされている。また、第6航空軍に接収された寄宿舎から、近隣の民家に移らされた福岡女学校の女学生は、振武寮の隊員と会話し「戻ってきたらぼくの名札がなかった。死んだことになっとんたんよ」と寂しそうに告げられたと証言している。その女学生は振武寮の様子を外部より継続的に観察できており、「隊員の皆さん、とても投げやりだったのが不思議でした。」と証言している。
特攻隊員らは朝食が一番の苦痛だったという。倉澤は元々は自ら航空機を操縦する航空士官であったが、事故により生死をさまよう重傷を負ってその後遺症で頭が割れるような頭痛に頻繁に襲われ、その頭痛を和らげるために常態的に飲酒をしており、泥酔していることが多かった。その泥酔している倉澤が、隊員らが朝食を食べている食堂を訪れ「命が惜しくて帰ってきたろ、そんなに死ぬのが嫌か、卑怯者。死んだ連中に申し訳ないとは思わんのか」「お前ら軍人のクズがよく飯を食えるな」「おまえら人間のクズだ。軍人のクズ以上に人間のクズだ」と酔った勢いで罵倒したという。そこで食事を躊躇っていると、倉澤は「なんで飯を食わない？食事も天皇陛下から賜ったものだぞ」と食べるまで部屋を出ていかなかった。
倉澤は司令部内で一番若年の参謀だったこともあり、血気盛んでよく怒鳴っていたことから、司令部内で勤務していた女子職員の中で最も印象に残っている参謀であったという。また事故の後遺症の頭痛を和らげるための飲酒により泥酔した勢いで上官の参謀に噛みつくこともあって、「神経露出狂」などとあだ名を付けられて煙たがられていた。後遺症の頭痛によるヒステリーで隊員を司令部に呼び出し竹刀で殴打したり、倉澤が陸軍航空士官学校の教官時代の教え子で、隊長なのに1人だけ帰還した第43振武隊の陸士今井光少尉に拳銃を渡し「部下だけ突入させて、隊長一人が残ったのは、職業軍人として恥ずかしくないのか？」と罵倒し自決まで迫った。今井は口惜しさのあまり卒倒して2～3日寝込んだという。この屈辱で今井は、振武寮から二式戦闘機で特攻出撃を命じられた牧甫少尉に、今井が司令の菅原や倉澤ら参謀を一室に集めるから、そこに牧甫が特攻してほしいと要請するなど（この時は出撃が中止となったので未遂）収容された隊員らは不満や恨みを募らせており、中には実際に拳銃で自決をはかった者もいたと、特攻出撃前に振武寮行きとなった片山少尉は耳にしている。
振武寮の日々は反省文の提出、軍人勅諭の書き写し、写経など精神再教育的なものが延々と続けられた。喜界島より救出された第22振武隊大貫健一郎少尉は、毎晩就寝前に軍人勅諭全文を毛筆で書き写して、翌朝の朝食時に提出するよう命じられた。酔ってがなり立てる倉澤に「そんなバカなことを書く（軍人勅諭を書き写すこと）よりも特攻機を下さい。亡くなった戦友たちが待っているんです。毎日軍人勅諭を書いて何になりますか」と反論したところ、泥酔していた倉澤と口論になり、倉澤から竹刀で気を失うまで殴打されたこともあった。大貫の様に振武寮にいた特攻隊員の多くは再出撃を希望し、倉澤に特攻機の受領を求めたが、倉澤から「お前らのように途中で帰ってくる卑怯者にやる特攻機はない。また同じように飛行機の故障だといって逃げて帰ってくるに違いない！」と罵倒され、特攻機を受領することは無く、再出撃はできなかった。
振武寮の向かいに居住していた住民は、「毎日校庭に出て、一人で軍人勅諭を暗唱する隊員がいた。日の丸の鉢巻を締めて、悲しそうな表情をしていた。」と目撃証言をしている。
第54振武隊小川光悦少尉によれば、振武寮に到着した夜に、K参謀（倉澤のことと思われる）から軍人勅諭を持っているか？と聞かれたが、遺品として実家に送ってしまっており、倉澤は自分の軍人勅諭を貸与し書き写しておくように命じている。小川はK参謀の厚意に恐縮し、その夜に短時間で軍人勅諭を筆写すると、晴れ晴れとした気分で熟睡したという。風呂は生徒用でなく舎監用の風呂に入浴したが、2～3人は入れる浴槽に鼻歌を歌いながらゆっくり入浴できた。翌朝からは懲罰的な作業は命じられず、本部前の振武寮とは別棟にて沖縄への航法の一般的な講義を受けている。
片山少尉によれば、終日正坐をして軍人勅諭を筆写させられていたのは重謹慎の処罰を受けていた者だけで、片山らは倉澤に小さな過失を見つけられては罵倒されただけであった。片山らはその後に明野教導飛行団に転属を命ぜられ、皮肉にも一度も特攻出撃することなく終戦まで生きながらえることとなった。以上のように収容された特攻隊員の中でも処遇に違いがあり、この処遇の違いを大貫は『我々（5月28日に喜界島より救出されて振武寮送りとなった28名）のように実際に出撃して途中で帰還した者』と『特攻基地まで行ったものの飛行機の故障などにより出撃そのものができなかった者』の違いと考えていた。
しかし、大貫と同日に入寮し、同じような処遇を受けた特攻隊員の中にも、第30振武隊の横田少尉のように『出撃そのものができなかった者』も含まれている一方で、第72振武隊として出撃しながら本隊と逸れ不時着し、後日振武寮行きとなった朝鮮人特攻隊員金本海龍伍長は、軍人勅諭筆写や罵倒などの差別的待遇は特にされなかった上に、1945年6月末に侍従武官の尾形健一大佐が第6航空軍を視察することが決まった際に、菅原から昭和天皇に奏上する特攻美談の原稿を書くように指示を受けた倉澤はその対象者として、振武寮に収容されている隊員の中から、金本を「朝鮮人でありながら、日本人以上に立派な隊員です。」と参謀長の藤塚止戈夫中将に推薦している。後に倉澤の書いた金本称賛の原稿は新聞記事となって掲載された。以上の様に実際の処遇の違いの基準ははっきりしない。
特攻隊員らは九州帝国大学の助教授による元寇に関する講話も受けている。菅原も最初は一緒に受講していたが、途中で中座したため、残った特攻隊員らは居眠りをしている。
寮内の雰囲気は、「みんなが特攻隊員かと見まがうほど生気のない憔悴しきった顔をしていた」という証言や、「みな一日中部屋に引きこもりひっそりしていた。たまに部屋の中から小声で歌っている声が聞こえてきた。生気のない顔でこれがあの特攻隊員かと思うと悲しくなった」という証言がある一方で、「下士官連中は意外と明るく、元気が溢れるばかりであった。」とする証言もある。
倉澤の他にも第6航空軍から5名くらいの参謀が振武寮を訪れたが、隊員らに厳しかったのは倉澤だけで、他の参謀らの印象は薄かったという。大貫は、参謀らが特攻隊員らと悶着起こすのが面倒だから、厳しいことは言わなかったと振り返っている。倉澤も、大貫らの反抗的な態度に手を焼き、しばらくすると厳しくあたることはなくなっていった。

### 娯楽

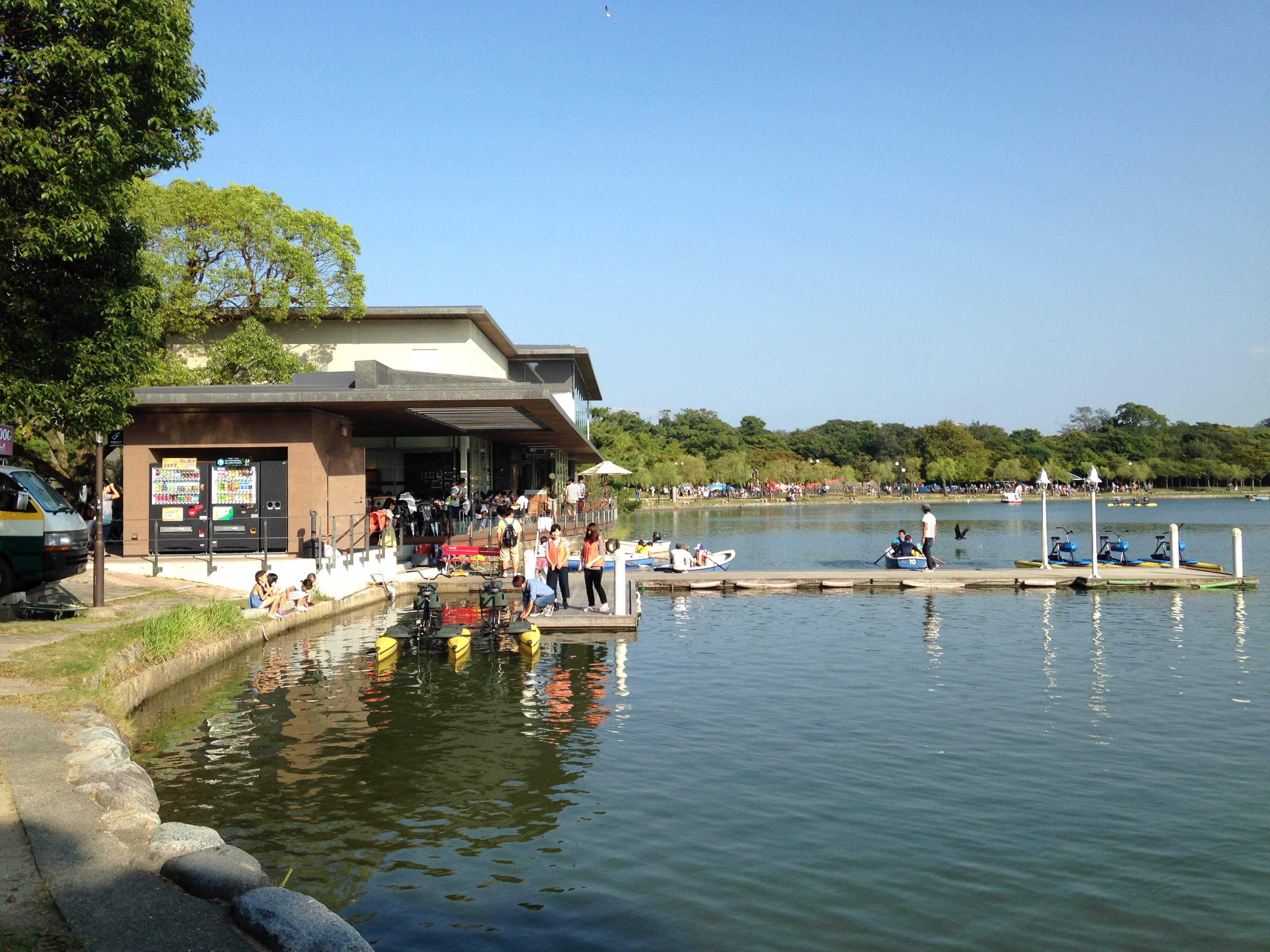
振武寮の特攻隊員がボート遊びや日向ぼっこや福岡高女の女学生とデートを楽しんだ大濠公園

将棋盤などの娯楽用品は置いてあり自由に使用できた。後に福岡大空襲で振武寮が半焼した際に娯楽用品も焼失してしまったが、特攻隊員らは軍司令部に娯楽用品の再交付を申請し却下されている。振武寮の特攻隊員らは休暇も与えられており、近くの大濠公園でひなたぼっこやボート遊びに興じている。
振武寮が設営されて1ヶ月も経たない1945年6月初めに日本発送電福岡支店（戦後に解体されて九州電力）内本支店長が、第6航空軍に同社女子社員と振武寮収容隊員とのお茶会を申し出たところ、菅原は快諾、倉澤も最初は「お茶会で若い女性を見ると変心して、出撃の意思を失ってしまうのではないか、私はそれを恐れているのです。」と難色を示したが、菅原の執り成しにより許可している。内本支店長は裏千家の師匠でもあり、日本発送電所有の振武寮にほど近い薬院の山荘に、20代の若い女子社員30名を集め和装させて隊員らを迎えた。隊員らは参謀より「拒否することは許さぬ、病人以外全員行くこと」と命じられ、全員出席した。
お茶会が終わった後、車座になっての座談会となったが、隊員らが緊張して話が切り出せない中で、大貫が話を切り出すと、女子社員も話しだして場が和みしばし談笑した。その中で女子社員からは「こんな若い人たちが特攻で死ぬなんて信じられない、初めから死ぬことがわかって出撃するなんて」などと軍を批判するような発言もあり、大貫も同意したが特に咎められることもないなど自由な雰囲気で座談会は進んだという。座談会の終わりには女子社員の方からマスコット人形などのプレゼントが渡されるなど、女子社員と隊員らは親しくなっている。大貫もサイパンの戦いの前にサイパン島から疎開し、九死に一生を得た女子社員と意気投合している。お茶会の翌朝に隊員の多くが振武寮を抜け出し、日本発送電の事務所に訪れて、女子社員らに会いに行っている。大貫も意気投合した女子社員を訪ねたが、その日は休暇をとっていたため、ほかの社員より大濠公園近くの自宅を聞き出して訪問している。そこで女子社員が近日中に上京することを聞くと、東京に住む大貫の弟にアルバムを渡すように言付けているなど、振武寮からの出入りや物の持ち出しはそれほど厳格な管理はなされていなかった。
このお茶会の終わった後、参加者の中の1人の第42振武隊の中野友次郎少尉が振武寮に帰って来ると、倉澤が中野に向かって「卑怯者が帰ってきたか」と嫌味を言った。中野はそれを聞くや立腹し倉澤を殴り倒している。本来、軍隊で部下が上官に暴力を振るうのは重罪であるが、倉澤は菅原と第30戦闘飛行集団長青木武三少将に呼び出されると、青木から「私の編制した部下に何か文句があるのか、立派に戦って戻った者を」と、階級が下の収容隊員に殴り倒されたにもかかわらず逆に叱りつけられ、中野はそのまま原隊に復帰し咎められることもなかった。倉澤は、この事件後、中野ら特別操縦見習士官にはあまり干渉しなくなったという。そのため、このお茶会により、内本支店長とも懇意になった隊員らは、歯医者の手配なども内本に頼み、歯医者通院名目で好きな時に自由に外出できるようになった。
また、振武寮は外部との接触禁止との建前であったが、福岡高等女学校や福岡女学校の女学生の慰問は継続的に受けていた。女学生らは学校の講堂で学芸会を開き、日本舞踊を踊り、海ゆかばを歌って隊員を慰めた。その内、第67振武隊山岸聰少尉は女学生の1人と懇意になり、振武寮を抜け出して大濠公園でデートを繰り返し、戦後にその女学生と結婚しており、戦時中の軍の施設の運営状況としては、比較的自由な環境であった事実も判明している。

## 結末

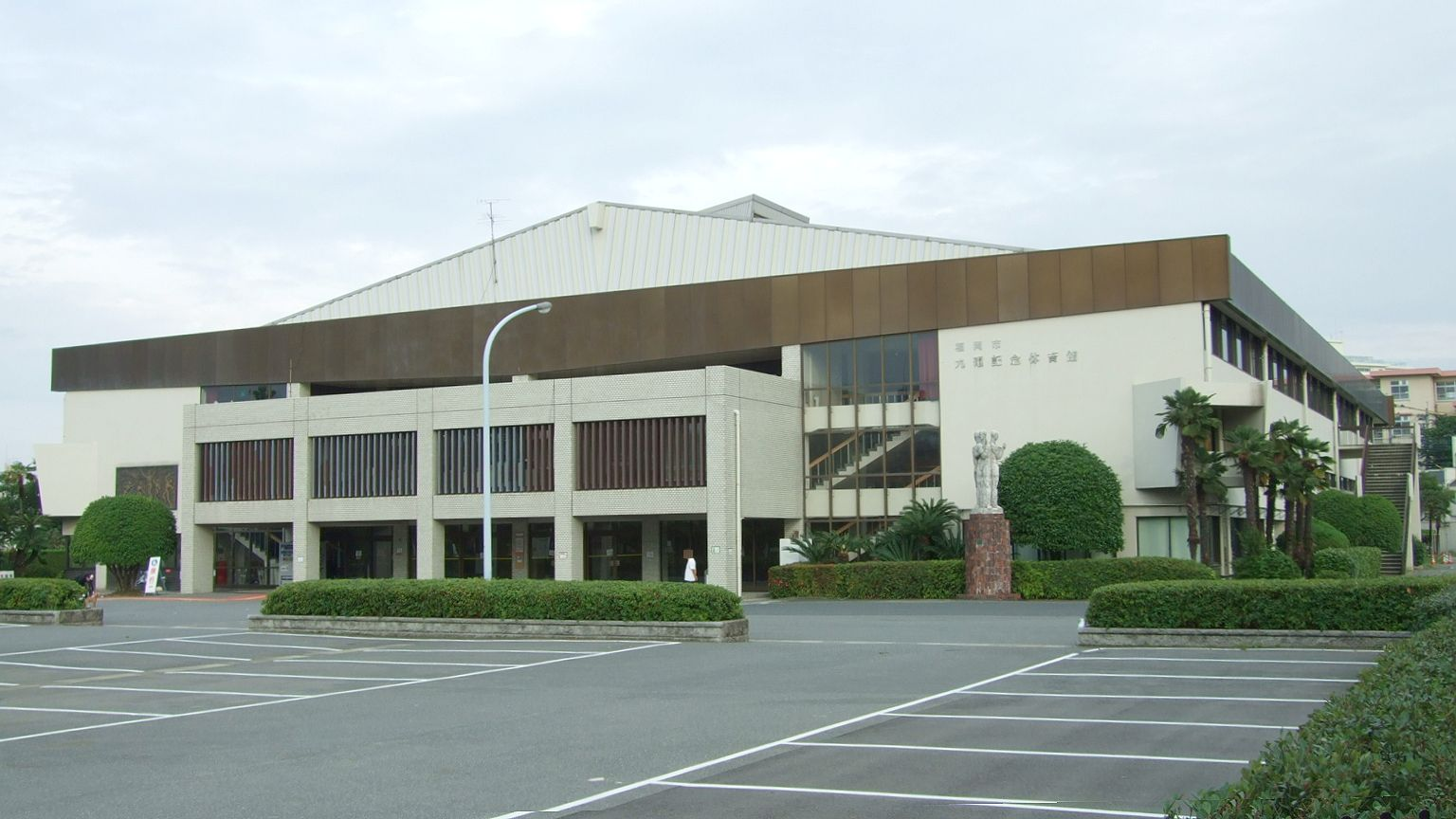
振武寮があった地に建っていた福岡市九電記念体育館（2019年3月31日閉館）

第6航空軍の帰還特攻隊員に対する処遇方針について、大貫が終戦後6年経ってから偶然に再会した第6航空軍司令部付の下士官に聞いたところ、以下の通りだったという。
- 代替機は与えない。故意の不時着などによる大切な飛行機の破損、自暴自棄による自爆、離陸後に無人島などに不時着し逃亡の恐れがあるからである。本土決戦の際に水際特攻の第一陣として送り出すのが上策である
- 帰還したことを軍機密とし、絶対に口外してはならぬ。当人たちも絶対に原隊に帰りたくないだろうし、その事実を極秘にしておきたいだろう
- 1945年7月には本土決戦の際の配置を決め、新しく編成された隊に各自バラバラに転属させる

しかしながら、実際には喜界島から帰還した第30振武隊の横田少尉と宮崎彦次少尉が倉澤に特攻機の受領を直談判したところ、倉澤より「特攻機を受領する早道は原隊に戻るしかない。」と言われ、即日両名とも原隊に復帰したり、倉澤を殴り倒した中野少尉がそれから間もなく原隊に復帰しているなど、この方針が本当に軍の方針として確定したものであったかは不明である。
振武寮は1945年6月20日の福岡大空襲の際に、焼夷弾が至近距離に落ちて延焼したが、特攻隊員らの消火活動により半焼で済んでいる。しかし復旧の目途も立たず、6月21日には代替機受領予定の特攻隊員は原隊に戻された。
第6航空軍司令部やその施設は福岡大空襲後、平尾の山中に移転することとなり、倉澤も7月10日付で鉾田教導飛行師団に転属がきまったため、残った特攻隊員も原隊に戻ることとなった。中には第22振武隊島津等少尉のように原隊に復帰後に、他飛行隊に転属が決まると、転属先の部隊長から「特攻生き残りの連中をここに置くわけにはいかん」と配属拒否されたり、片山少尉のように航空隊司令から「貴官らを迎えるのは誠に遺憾である」と嫌味を言われ冷遇された隊員もいた一方で。大貫や島津と同じ救援便で喜界島から救出された第21振武隊の上田克彦少尉は、館林の第194振武隊に配属されたが、飛行隊長の堀山久生中尉が上田の特攻出撃経験を敬い厚遇し、部下隊員の教育・指導を任された上に、上田の新婚間もない新妻を舘林に呼び寄せるように勧められ、軍の準備した旅館に同居することを許可されている。また、倉澤に自決を迫られ卒倒し、倉澤らとの心中まで考えた第43振武隊隊長今井少尉は、1945年6月10日に他の同期生に遅れることなく中尉に定期昇級すると、13日には原所属であった明野教導飛行師団に復帰している。
第6航空軍司令部の移転が決まったのちも、しばらくは倉澤ら第6航空軍幕僚は福岡女学校で軍務についていたようであり、6月3日に出撃しながら徳之島に不時着した島田昌往伍長と、同じく奄美大島に不時着した牛浜昭伍長が、7月20日～30日の間に福岡女学校の第6航空軍司令部に出頭して顛末を報告している。報告を聞いていた倉澤が島田の言葉をさえぎって「だいたい貴様ら、何で帰ってきたんだ。命が惜しくて帰ってきたんだろう！軍神特攻のつら汚しだ、軍人の恥だ！戦死として、すでに叙勲の手続きまでしているのに、おめおめ生きて帰ってきやがって」と島田らを罵倒した。島田らが倉澤に対して憤慨していると、そのやりとりを聞いていた新任参謀長の川嶋虎之輔少将が「まぁまぁ倉澤少佐、その位にして・・・。君たち、こっちに来て経過とやらを話してくれ」と横合いから声をかけ倉澤をなだめている。川嶋は島田らの報告を丁寧に聞くと「ご苦労だったな。無駄死にはするな、健康に気をつけ、飛行機を受領して次の作戦の準備をせよ」と2人を気遣った言葉をかけ、それを聞いた島田は倉澤に対する沸々とした気持ちも静まった。その後島田と牛浜は焼失した振武寮に宿泊することなく、熊本県菊池村の菊池飛行場で航空機を受領して出撃に備えるよう命じられた。2人は軍が借用した飛行場脇の民家の広間に寝泊まりし、ほか20余名の特攻隊員と前線への進出命令を待って待機していたが、命令が出る前に8月15日の終戦の日を迎えることとなった。
振武寮に入寮していた特攻隊員の多くも本土決戦用の特攻隊員として各地に配属され、結果的に、振武寮に収容された隊員の多くは、再出撃することなく生存し終戦を迎えた。
終戦が決まると、陸軍航空隊関係者だけで58名もの将官や指揮官らが責任をとって自決した。第6航空軍司令として陸軍の特攻を指揮した菅原も初めは自決を考え、日記にもそのタイミングを「九州を去る時」「軍司令官罷免の時」「敵の捕手、身辺に来る直前」などと計画していたが、その後に「正に然り、特攻精神の継承、顕彰は余を以って最適任者たること、予之を知る」（海軍側については宇垣纏中将、大西瀧治郎中将既に無く、福留繁中将あるも極めて限定的なり）と自決することを断念し、もっとも特攻を知る者として、今後は特攻隊員の顕彰、慰霊、遺族への弔問を行うことを決心している。菅原はその後、旧陸軍時代の人脈を活用し、元部下の航空自衛隊田中耕二空将ら自衛隊幹部や元軍令部総長及川古志郎ら元軍幹部の協力や、地方公共団体（主に鹿児島県内）の協賛等を得て、知覧特攻平和観音堂の造立や特攻隊員の慰霊団体公益財団法人特攻隊戦没者慰霊顕彰会の設立など、特攻隊員の慰霊・顕彰に尽力し成果を挙げたが、潔く自決した他の指揮官らと比較して卑怯との評価も根強く、菅原の次男の深堀道義も著書で父は終戦後に自決すべきであったと記述している。
終戦後、倉澤は一橋大学を卒業し印刷会社の社長にまで栄達したが、1945年の終戦から1996年までの51年間もの間、生き残りの特攻隊員や遺族の報復を恐れて、軍刀や拳銃を隠し持っていた。「多くの隊員を出撃させたので、恨みに思われるのは仕方ないし、遺族からも反感を買っているので、いつ報復されるかわからないと、夜も安心して寝ることができなかった。80歳までは自己防衛のために、ピストルに実弾を込めて持ち歩き、家では軍刀を手離さなかったんです」と告白している。
その拳銃や軍刀は、倉澤が林えいだいから振武寮に関する取材を受ける7年前に「平和な時代にそぐわない」と手離すことを決心し、自ら保谷警察署に届け出たが、その際に「敗戦時に父に預けたものが遺品の中から偶然出てきた」と嘘の説明をし、長い期間銃砲刀剣類所持等取締法の容疑者として取り調べを受けたが、最終的に訴追されることはなかったという。
振武寮で差別的待遇を受けた特攻隊員らに恨まれる一方で、倉澤は陸軍航空碑奉賛会の事務局長を永年務め、陸軍航空同人会の活動にも深く携わるなど、陸軍航空隊の歴史研究や同窓活動に大きく貢献しており、その面での評価は高かったという。但し晩年の振武寮に関する矛盾した証言と態度で評価を大きく落としてしまった。
振武寮として使用された福岡女学校の寄宿舎の焼け残り部分は、1960年に福岡女学校が福岡市南区曰佐地区に移転するまで残されていたが、その後取り壊され、振武寮の特攻隊員とのお茶会を開催した日本発送電の後継会社九州電力が、跡地に九電記念体育館を建設し、建築遺構は確認できなかった。その九電記念体育館も2019年3月31日をもって閉館となり、解体された。九電記念体育館解体後にはタワーマンションが建設されたが、振武寮は近代の建物だったこともあって文化財保護法における周知の埋蔵文化財包蔵地として遺跡台帳に登載されておらず、着工前に振武寮の基礎が残っていないかなどといった学術的な調査は行われなかった。住宅が完成すれば地下の試掘調査は困難となるため、戦争遺構の保存や継承を訴える立場からは調査ができなかったことを残念がる声もある。